# Bangun Rakyat
Bangun Rakyat is een bestuurslaag in het regentschap Simalungun van de provincie Noord-Sumatra, Indonesië. Bangun Rakyat telt 2199 inwoners (volkstelling 2010).